# コミュニティアート
コミュニティアート（Community Art）とは、アーティストや市民などの協働により、アートを媒介として、コミュニティの抱える課題の解決やコミュニティの新たな価値の創造をめざす活動である。

## 概要
コミュニティアートは、第1次世界大戦後のイギリスに端を発し、アメリカやヨーロッパ諸国に広まっていった。当初は演劇に親しんでもらうために観客育成を行うプログラムであったが、しだいに演劇作品の共同制作を通じてコミュニティの問題の共有化や解決を試みるようになっていった。
活動を主導する団体には、政府や地域行政、企業、NPO（非営利団体）、地域社会、アートセンター、アーティストのコミュニティ、教育機関（大学など）などがある。
これらの活動は、市民がアート活動を通じて楽しむことやアートを手段とした子ども・障害者教育、地域の魅力を発散して経済効果を得ること、地域間の交流などの目的を持っている。 また、コミュニティアートを名乗る団体・活動は増える傾向にあり、大学などでも、関連する科目が開講されるようになってきている。
一方でこうした助成金アートは原子力ムラとなんら変わらないという指摘もある。

## 関連文献
- 今井祝雄 『アーバンアート - 芸術からの街づくり』（学芸出版社、1994年）
- 小林進 『コミュニティ・アートマネジメント - いかに地域文化を創造するか』（中央法規出版、1998年）
- 古賀弥生 『芸術文化がまちをつくる - 地域文化政策の担い手たち』（九州大学出版会、2008年）
- 『地域の住まい・まちづくり活動研究（アートプロジェクト編①）』（住まい・まちづくり活動推進協議会、2011年）